# Irene Seligo
Irene Renate Erika Seligo, geb. Woltereck (Pseudonym Peter Eck; * 7. Juli 1904 in Gautzsch; † 17. Oktober 1988 in Lissabon), war eine deutsche Journalistin und Autorin, die vor allem in der ersten Hälfte des 20. Jahrhunderts aktiv war. Sie war sowohl als Auslandskorrespondentin als auch als Buchautorin bekannt. Über Portugal, wo sie lange lebte, veröffentlichte sie mehrere Werke.

## Leben und beruflicher Werdegang
Irene Seligo war die Tochter des Zoologen Richard Woltereck und Ehefrau des Journalisten Hans Seligo (1898–1976).
Sie arbeitete als Journalistin unter anderem für die Frankfurter Zeitung (FZ), wo sie als Auslandskorrespondentin tätig war. Damit war sie eine der wenigen Frauen, die sich in der männlich dominierten Welt des politischen und außenpolitischen Journalismus etablieren konnten. Sie veröffentlichte auch Beiträge in anderen Zeitungen und Zeitschriften, u. a. in Das Illustrierte Blatt und der Kulturzeitschrift Der Querschnitt.
Nach dem Verbot der FZ 1943 wurden deren Mitarbeiter auf noch verbliebene Zeitungen verteilt und Seligo wurde dienstverpflichtet zum Völkischen Beobachter, für den sie aus Lissabon berichtete. Sie vertrat einen ausgeprägten Nationalismus, der bei der FZ zu Kontroversen geführt hatte, und äußerte sich im Völkischen Beobachter spöttisch über Winston Churchill und die „britische Musterdemokratie“. Dass sie im Gegensatz zu einigen anderen Deutschen in Lissabon bleiben durfte, lag unter anderem an ihrem 1942 erschienenen Buch „Delfina oder Die gute alte Zeit. Portugiesischer Bilderbogen“, das António de Oliveira Salazar schätzte.
Seligos journalistische Tätigkeit erstreckte sich über die Zeit des Nationalsozialismus hinaus bis in die Nachkriegszeit. Nach dem Zweiten Weltkrieg veröffentlichte sie weiterhin Artikel, unter anderem für die Badische Zeitung. Außerdem schrieb sie für die Wochenzeitung Die Zeit, insbesondere über Portugal und portugiesische Themen. Zu ihren dortigen Artikeln zählen unter anderem „Portugal in Krisenstimmung“ (1949) und „Das Sonnenwunder von Fatima“ (1950).
Bis in die 1960er Jahre wohnte Seligo in Estoril.

## Themenschwerpunkte
Ein zentrales Thema ihrer Arbeit war Portugal, das sie sowohl in journalistischen Beiträgen als auch in Buchform behandelte. Für die Frankfurter Zeitung berichtete sie auch über literarische Themen.

## Bedeutung und Einordnung
Irene Seligo gehörte zu einer Generation von Journalistinnen, die trotz der politischen und gesellschaftlichen Einschränkungen ihrer Zeit bedeutende Beiträge zur Berichterstattung leisteten. Während des Nationalsozialismus waren Frauen im Journalismus oft auf sogenannte „weiche Themen“ beschränkt, doch Seligo konnte sich auch in Bereichen wie Außenpolitik und Reportage profilieren. Ihre Arbeit trug dazu bei, das Bild Portugals im deutschsprachigen Raum zu prägen und kulturelle wie politische Entwicklungen zu vermitteln.

## Rezeption
Seligos journalistische und schriftstellerische Tätigkeit wurde in der Forschung zur Rolle von Frauen im deutschen Journalismus des 20. Jahrhunderts mehrfach erwähnt. Sie gilt als Beispiel für Frauen, die trotz widriger Umstände eine professionelle Karriere in der Presse verfolgen konnten und deren Beiträge sowohl in der NS-Zeit als auch in der frühen Bundesrepublik Beachtung fanden.

## Werke (Auswahl)
- Umweg über London. Roman. 1932.
- Zwischen Traum und Tat. Englische Profile. Societäts-Verlag, Frankfurt am Main 1938.
- Delfina oder Die gute alte Zeit. Portugiesischer Bilderbogen. Societäts-Verlag, Frankfurt am Main 1942.
- Portugal in Krisenstimmung. In: Die Zeit. 1949.
- Das Sonnenwunder von Fatima. In: Die Zeit. 1950.
- Als Francos Stunde schlug. 38 Fortsetzungen. Argon-Verlag, Berlin 1954.
- Fátima. In: Wallfahrten heute. Prestel, München 1960, S. 73–91.
- (Übers.): Aquilino Ribeiro: Wenn die Wölfe heulen. Roman. Aufbau-Verlag, Berlin 1965.
- mit Hans Seligo: Al Andalus. 1966.